# Niederweserbahn
| Kursbuchstrecke (DB): | 215m                                              |                                          |                                          |
| Kursbuchstrecke: | 215m (Sandstedt – Wesermünde (Wulsdorf) Süd 1946) |                                          |                                          |
| Streckenlänge: | 38,4 km                                           |                                          |                                          |
| Spurweite: | 1435 mm (Normalspur)                              |                                          |                                          |
| |                                                   |                                          |                                          |
| Bundesländer: | Bremen, Niedersachsen                             |                                          |                                          |
| \| \| \| von Bremen-Vegesack \| \| \| \| 0,0 \| Bremen-Farge Ost \| Bremen-Farge Ost \| \| \| \| nach Bremen-Farge \| \| \| \| \| vom Tanklager Farge \| \| \| \| 2,5 \| Rekum \| Rekum \| \| \| \| zur Lützow-Kaserne (Marinebahn) \| \| \| \| \| Nebenstrecke Marinebahn \| \| \| \| \| Landesgrenze Bremen / Niedersachsen \| \| \| \| 3,8 \| Neuenkirchen \| Neuenkirchen \| \| \| 6,5 \| Rade \| Rade \| \| \| \| Hinnebecker Fleet \| \| \| \| \| Aschwardener Flutgraben \| \| \| \| 10,0 \| Wurthfleth-Aschwarden \| Wurthfleth-Aschwarden \| \| \| 12,3 \| Rechtebe \| Rechtebe \| \| \| 14,4 \| Wersabe \| Wersabe \| \| \| 15,3 \| Offenwarden \| Offenwarden \| \| \| \| Indiekkanal \| \| \| \| 17,8 \| Sandstedt \| Sandstedt \| \| \| \| Sandstedter Sielfleth \| \| \| \| 20,4 \| Rechtenfleth \| Rechtenfleth \| \| \| \| Inkersfleth \| \| \| \| \| Drepte \| \| \| \| 24,4 \| Neuenlande \| Neuenlande \| \| \| 26,3 \| Büttel \| Büttel \| \| \| 28,2 \| Holte-Speckje \| Holte-Speckje \| \| \| 30,5 \| Stotel \| Stotel \| \| \| \| Lune \| \| \| \| 31,5 \| Nesse \| Nesse \| \| \| \| B 6 (Wulsdorfer Straße) \| \| \| \| 34,3 \| Welle \| Welle \| \| \| 35,0 \| Welle-Lanhausen \| Welle-Lanhausen \| \| \| \| Landesgrenze Niedersachsen / Bremen \| \| \| \| \| Rohr \| \| \| \| 36,3 \| Wulsdorf Hp (Bremerhaven-Wulsdorf West) \| Wulsdorf Hp (Bremerhaven-Wulsdorf West) \| \| \| \| Lindenallee (B71) \| \| \| \| 38,4 \| Wulsdorf Klbf (Bremerhaven-Wulsdorf Süd) \| Wulsdorf Klbf (Bremerhaven-Wulsdorf Süd) \| \| \| \| von Bremen \| \| \| \| \| nach Bremerhaven \| \| \| \| \| \| \| \| Quellen: [1][2] \| \| \| \| |                                                   |                                          |                                          |
| Strecke |                                                   | von Bremen-Vegesack                      | von Bremen-Vegesack                      |
| ehemaliger Bahnhof | 0,0                                               | Bremen-Farge Ost                         | Bremen-Farge Ost                         |
| Abzweig ehemals geradeaus und nach links |                                                   | nach Bremen-Farge                        | nach Bremen-Farge                        |
| Abzweig geradeaus und von rechts (Strecke außer Betrieb) |                                                   | vom Tanklager Farge                      | vom Tanklager Farge                      |
| Bahnhof (Strecke außer Betrieb) | 2,5                                               | Rekum                                    | Rekum                                    |
| Abzweig geradeaus und nach rechts (Strecke außer Betrieb) |                                                   | zur Lützow-Kaserne (Marinebahn)          | zur Lützow-Kaserne (Marinebahn)          |
| Abzweig geradeaus und von links (Strecke außer Betrieb) |                                                   | Nebenstrecke Marinebahn                  | Nebenstrecke Marinebahn                  |
| Grenze (Strecke außer Betrieb) |                                                   | Landesgrenze Bremen / Niedersachsen      | Landesgrenze Bremen / Niedersachsen      |
| Bahnhof (Strecke außer Betrieb) | 3,8                                               | Neuenkirchen                             | Neuenkirchen                             |
| Bahnhof (Strecke außer Betrieb) | 6,5                                               | Rade                                     | Rade                                     |
| Brücke über Wasserlauf (Strecke außer Betrieb) |                                                   | Hinnebecker Fleet                        | Hinnebecker Fleet                        |
| Brücke über Wasserlauf (Strecke außer Betrieb) |                                                   | Aschwardener Flutgraben                  | Aschwardener Flutgraben                  |
| Bahnhof (Strecke außer Betrieb) | 10,0                                              | Wurthfleth-Aschwarden                    | Wurthfleth-Aschwarden                    |
| Bahnhof (Strecke außer Betrieb) | 12,3                                              | Rechtebe                                 | Rechtebe                                 |
| Bahnhof (Strecke außer Betrieb) | 14,4                                              | Wersabe                                  | Wersabe                                  |
| Bahnhof (Strecke außer Betrieb) | 15,3                                              | Offenwarden                              | Offenwarden                              |
| Brücke über Wasserlauf (Strecke außer Betrieb) |                                                   | Indiekkanal                              | Indiekkanal                              |
| Bahnhof (Strecke außer Betrieb) | 17,8                                              | Sandstedt                                | Sandstedt                                |
| Brücke über Wasserlauf (Strecke außer Betrieb) |                                                   | Sandstedter Sielfleth                    | Sandstedter Sielfleth                    |
| Bahnhof (Strecke außer Betrieb) | 20,4                                              | Rechtenfleth                             | Rechtenfleth                             |
| Brücke über Wasserlauf (Strecke außer Betrieb) |                                                   | Inkersfleth                              | Inkersfleth                              |
| Brücke über Wasserlauf (Strecke außer Betrieb) |                                                   | Drepte                                   | Drepte                                   |
| Bahnhof (Strecke außer Betrieb) | 24,4                                              | Neuenlande                               | Neuenlande                               |
| Bahnhof (Strecke außer Betrieb) | 26,3                                              | Büttel                                   | Büttel                                   |
| Bahnhof (Strecke außer Betrieb) | 28,2                                              | Holte-Speckje                            | Holte-Speckje                            |
| Bahnhof (Strecke außer Betrieb) | 30,5                                              | Stotel                                   | Stotel                                   |
| Brücke über Wasserlauf (Strecke außer Betrieb) |                                                   | Lune                                     | Lune                                     |
| Bahnhof (Strecke außer Betrieb) | 31,5                                              | Nesse                                    | Nesse                                    |
| Bahnübergang (Strecke außer Betrieb) |                                                   | B 6 (Wulsdorfer Straße)                  | B 6 (Wulsdorfer Straße)                  |
| Haltepunkt / Haltestelle (Strecke außer Betrieb) | 34,3                                              | Welle                                    | Welle                                    |
| Bahnhof (Strecke außer Betrieb) | 35,0                                              | Welle-Lanhausen                          | Welle-Lanhausen                          |
| Grenze (Strecke außer Betrieb) |                                                   | Landesgrenze Niedersachsen / Bremen      | Landesgrenze Niedersachsen / Bremen      |
| Brücke über Wasserlauf (Strecke außer Betrieb) |                                                   | Rohr                                     | Rohr                                     |
| Haltepunkt / Haltestelle (Strecke außer Betrieb) | 36,3                                              | Wulsdorf Hp (Bremerhaven-Wulsdorf West)  | Wulsdorf Hp (Bremerhaven-Wulsdorf West)  |
| Bahnübergang (Strecke außer Betrieb) |                                                   | Lindenallee (B71)                        | Lindenallee (B71)                        |
| Bahnhof (Strecke außer Betrieb) | 38,4                                              | Wulsdorf Klbf (Bremerhaven-Wulsdorf Süd) | Wulsdorf Klbf (Bremerhaven-Wulsdorf Süd) |
| Abzweig ehemals geradeaus und von rechts |                                                   | von Bremen                               | von Bremen                               |
| Strecke |                                                   | nach Bremerhaven                         | nach Bremerhaven                         |
| |                                                   |                                          |                                          |
| Quellen: |                                                   |                                          |                                          |

Die Niederweserbahn bzw. Kleinbahn Farge-Wulsdorf war eine normalspurige Kleinbahnstrecke, die in ihrer ursprünglichen Länge von 38,4 km am rechten Ufer der unteren Weser – der Landschaft Osterstade – den Kleinbahnhof Farge im Kreis Blumenthal mit dem Kleinbahnhof Wulsdorf (an der Bahnstrecke Bremen – Bremerhaven) im Kreis Geestemünde verband.

## Geschichte

### Kleinbahn Farge-Wulsdorf
Die Kleinbahn Farge-Wulsdorf GmbH wurde vom Staat Preußen, der Provinz Hannover, dem Kreis Blumenthal, der Stadt Bremerhaven und einigen weiteren Gemeinden gegründet. Sie eröffnete am 2. August 1911 die Strecke von Wulsdorf zunächst bis Stotel und verlängerte sie am 5. September 1911 bis Farge. Die Strecke lag in der preußischen Provinz Hannover, abgesehen von 1,5 km auf oldenburgischem Gebiet, während beide damaligen Endpunkte heute zum Land Bremen gehören. In Farge bestand Anschluss an die Bahnstrecke Bremen-Farge–Bremen-Vegesack der Farge-Vegesacker Eisenbahn. In Wulsdorf wurde der Haltepunkt von 1911 bis mindestens 1922 durch die Straßenbahn Bremerhaven (Endstelle der Linie 3) angeschlossen. Der damalige Haltepunkt liegt in der Nähe der heutigen VBN-Haltestelle Deichhämme in der Weserstraße.
Den Betrieb führte ab 1923 das Landeskleinbahnamt Hannover, das 1940 in Landeseisenbahnamt und 1947 in Niedersächsisches Landeseisenbahnamt (NLEA) umbenannt wurde. Nach seiner Auflösung 1959 traten die Osthannoverschen Eisenbahnen AG an seine Stelle. Die örtliche Betriebsleitung befand sich in Wulsdorf.
Die in die Bahn gesetzten Erwartungen erfüllten sich nicht. Der Personenverkehr wurde bereits im Sommer 1920 eingestellt, allerdings Mitte der 1920er Jahre wieder aufgenommen. Am 5. Juni 1931 kam er wieder zum Erliegen und wurde durch eine 46 km lange bahneigene Buslinie Geestemünde – Wesermünde – Farge ersetzt. Am 1. September 1938 stellte man auch den Güterverkehr südlich von Sandstedt ein. Die Strecke von Sandstedt nach Farge wurde abgebaut. Nur nördlich von Farge blieben einige Kilometer Gleis befahrbar und wurden im Dienste der Wehrmacht, später auch der Bundeswehr, als Anschlussbahn an die Bahnstrecke Bremen-Farge–Bremen-Vegesack benutzt.
Auf dem nördlichen Streckenteil von Wulsdorf bis Sandstedt (21 km) blieb der Güterverkehr bestehen. Während des Zweiten Weltkrieges kehrte wegen Beschlagnahmung der Busse und Treibstoffmangel ab 6. Juli 1943 auch der Personenverkehr wieder auf die Schiene zurück. Der Bahnverkehr wurde am 15. April 1945 eingestellt und am 1. Juli 1945 wieder aufgenommen.
Am 5. November 1946 wurden die Züge von und bis Bremerhaven Hauptbahnhof durchgebunden. Zunächst stiegen die Fahrgastzahlen schnell an, und 1947 hatte die Kleinbahn wieder 35 Beschäftigte.

### Niederweserbahn
Die Kleinbahn Farge-Wulsdorf GmbH benannte sich am 21. Januar 1949 in Niederweserbahn GmbH um, da der Firmenname nicht mehr zur Streckenführung passte. Sandstedt wurde zum Betriebsmittelpunkt der Niederweserbahn, ein Lokschuppen für die Dampflok und die Triebwagen wurde errichtet.
Die Fahrgastzahlen und das Güteraufkommen sanken stetig. „Die Bahn hat mit dem Schottertransport für den Straßenbau ihr eigenes Grab geschaufelt“, berichtete ein Angestellter aus der Bahnverwaltung 1960. Die Personen- und Güterbeförderung zwischen Sandstedt und Bremerhaven fand bis zum 26. September 1964 statt, dann wurde auch dieser Abschnitt abgebrochen. Die Gesellschaft bestand durch den anschließenden Busverkehr noch bis zum 13. Juni 1981.

## Fahrzeuge

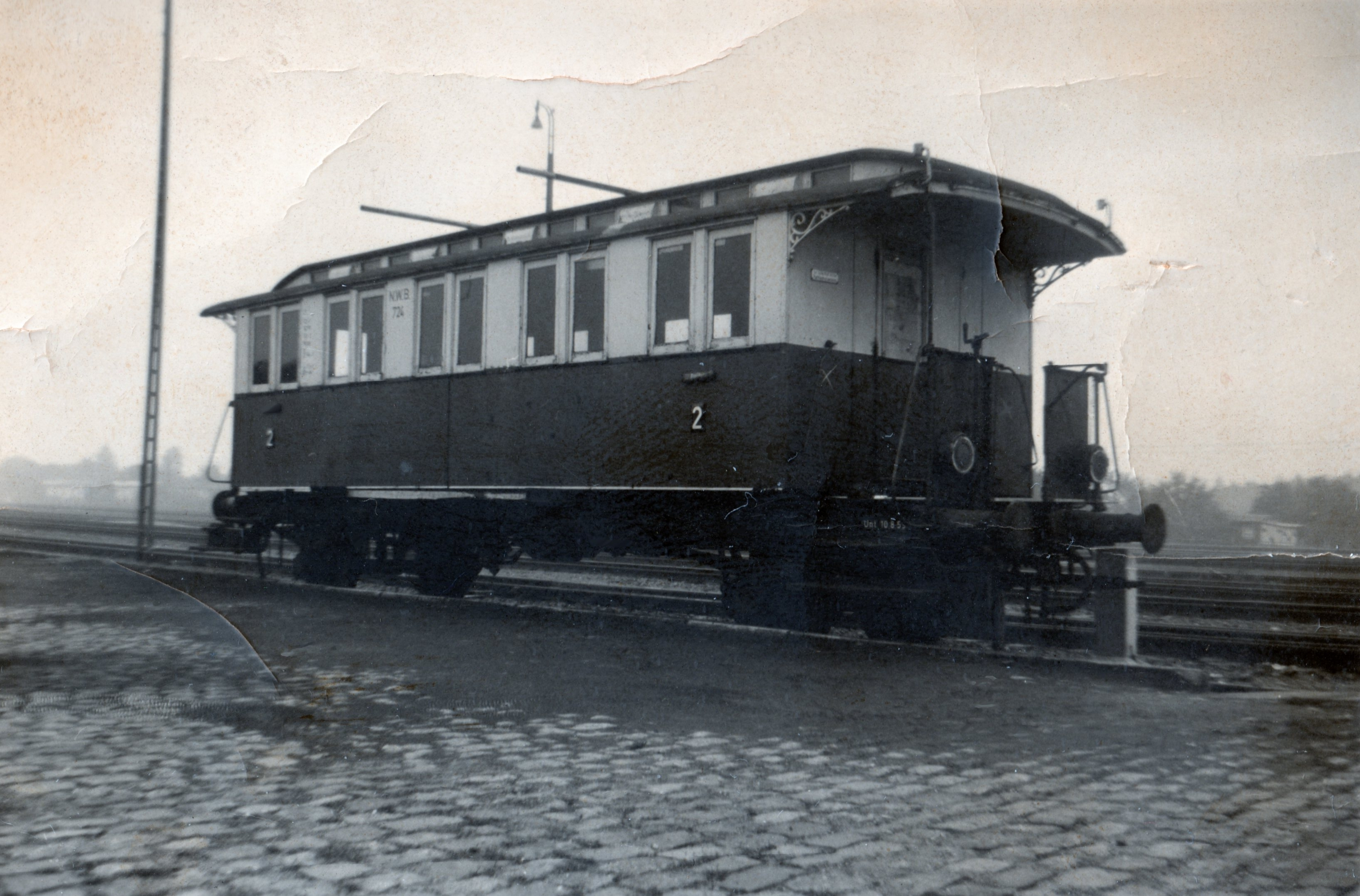
Waggon der ersten Ausstattungsserie

Die Kleinbahn verfügte über einen umfangreichen Fahrzeugpark. In den ersten Jahren bestand dieser zunächst aus vier dreiachsigen Dampflokomotiven. Zwei waren fabrikneu von der Hanomag geliefert worden, zwei bei Henschel & Sohn gebaute Loks wurden von der Westfälischen Landes-Eisenbahn erworben. Außerdem waren 1911 neun Personenwagen, zwei Post-/Gepäckwagen und zehn Güterwagen vorhanden. Später kamen auch Diesellokomotiven und -Triebwagen hinzu. 1949 wurde ein gebrauchter Triebwagen Typ Mosel erworben, 1965 an die Osthannoverschen Eisenbahnen weiterverkauft.
Die 1916 gebaute Lok 1703 von Deutz war im Technik- und Verkehrsmuseum Stade, das im November 2012 geschlossen wurde. Der Wagenkasten eines nun als Gartenlaube genutzten Personenwagens (ehemals N.W.B. Nr. 724) befindet sich nur unweit des ehemaligen Betriebsgeländes in Bremerhaven-Wulsdorf auf Privatgelände.
Außerdem erhalten geblieben sind der gedeckte Güterwagen G 101 und der offene Güterwagen O 052. Beide Fahrzeuge stammen aus der Erstausstattung der Bahn und wechselten nach der Stilllegung zur Bremervörde-Osterholzer Eisenbahn (BOE) – der G 101 wurde hier als G 56 geführt.
Mit Fusion zwischen der Bremervörde-Osterholzer Eisenbahn und der Wilstedt-Zeven-Tostedter Eisenbahn (WZTE) im Jahre 1981, gingen beide Wagen in den Fahrzeugbestand der neu gegründeten Eisenbahnen und Verkehrsbetriebe Elbe-Weser (evb) über. 1999 wurden die Wagen an die Kleinbahn Wathlingen-Ehlershausen e. V. verschenkt, die sie bis 2010 bewahrte. Der G 101 ging an Privat zur Nutzung auf der Museumseisenbahn Friesoythe-Cloppenburg e. V., der O 052 kehrte zurück zur evb und wurde als Denkmal am Worpsweder Bahnhof aufgestellt.

## Trasse der Niederweserbahn

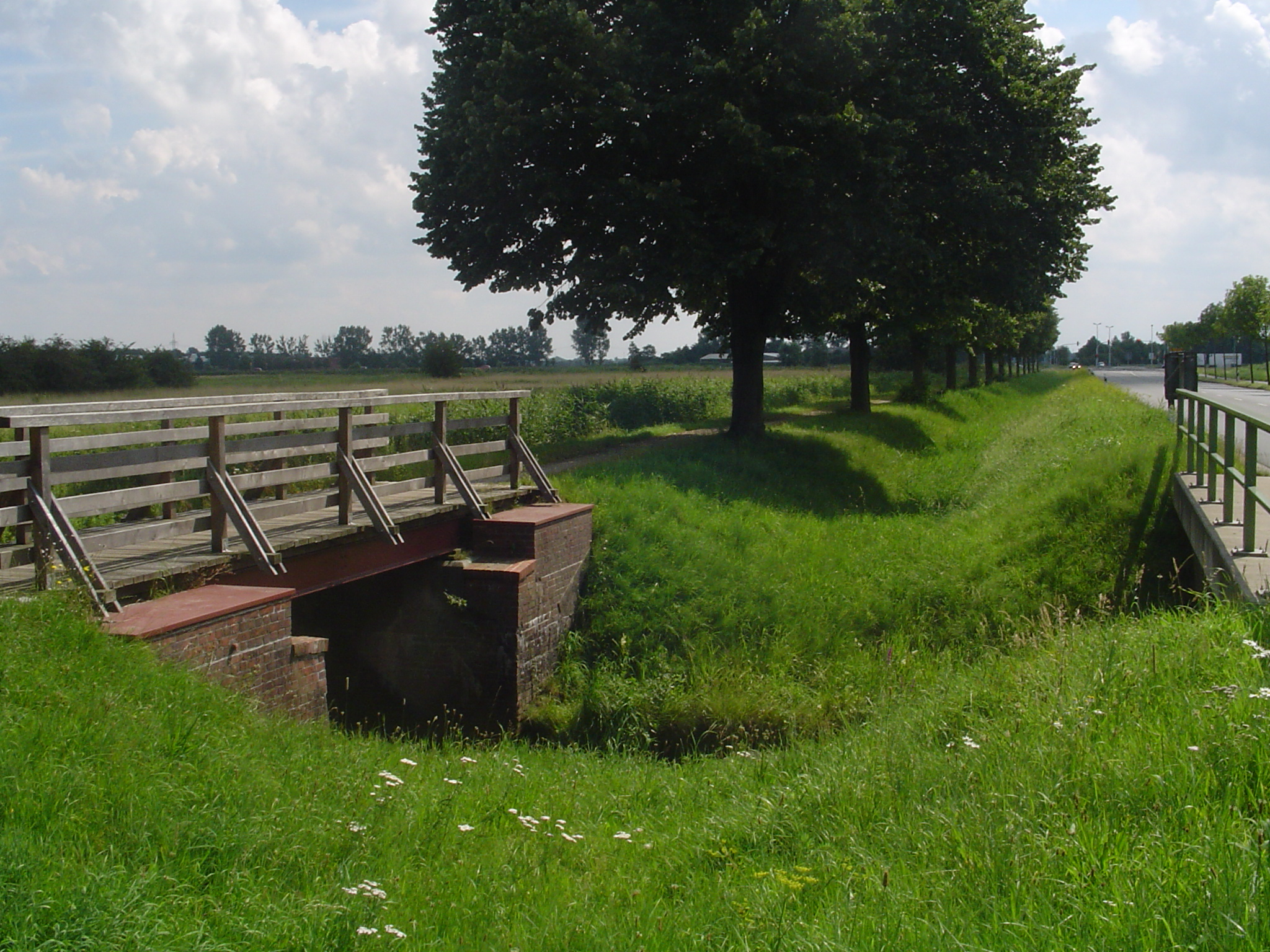
Brücke über die Rohr (2007)

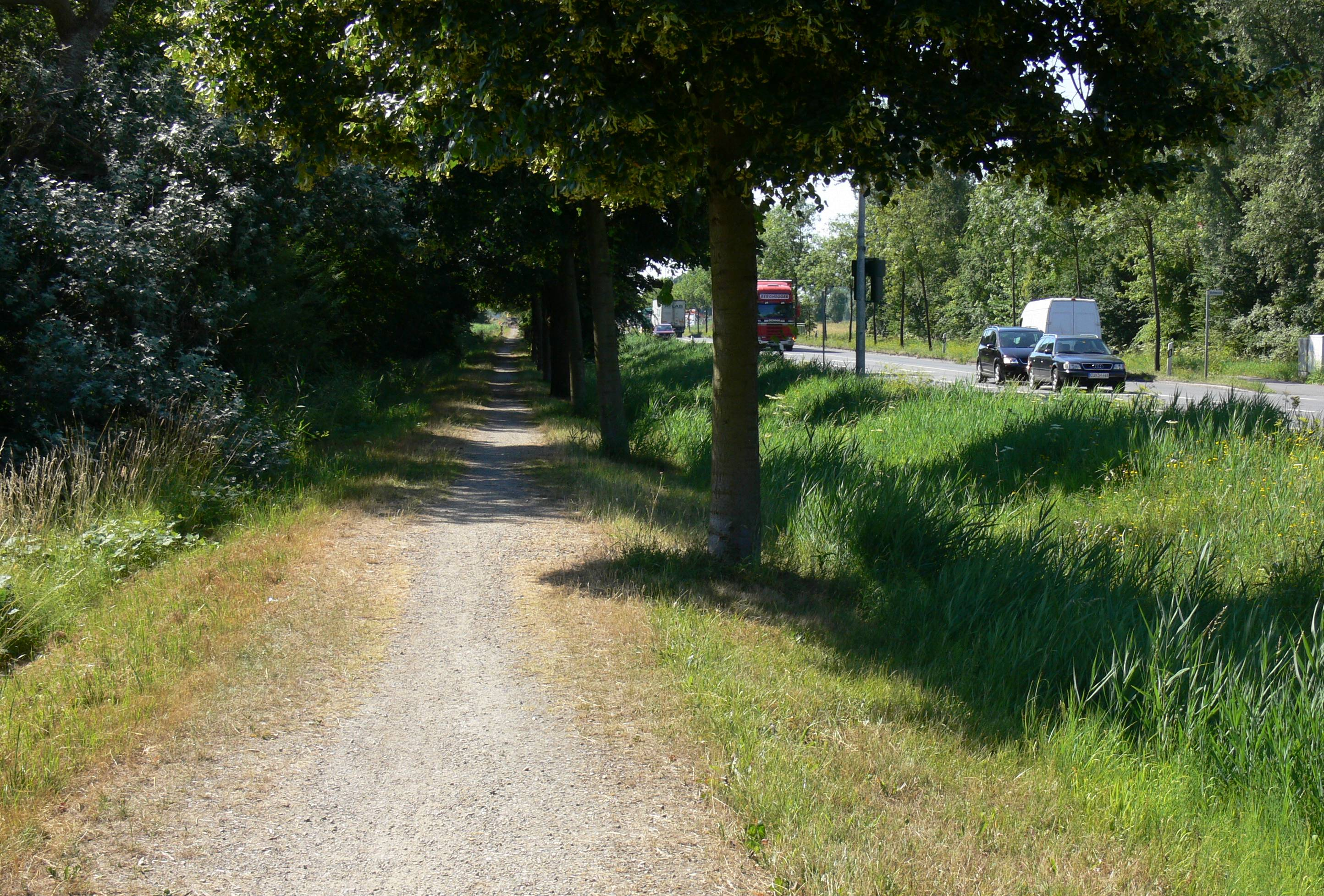
Radweg auf der Kleinbahntrasse südlich von Wulsdorf (2006)

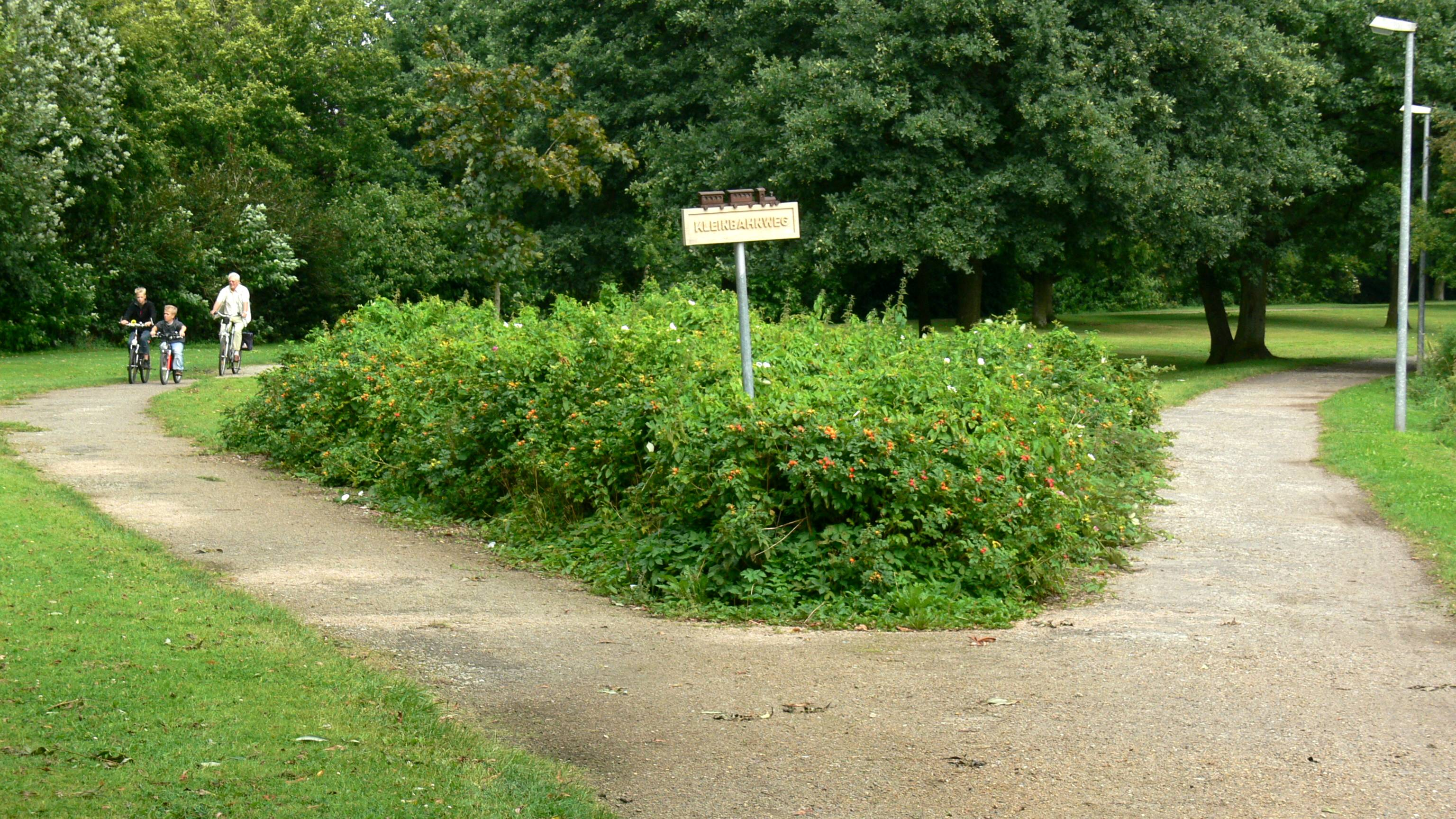
Kleinbahnweg an der Stelle des Haltepunktes Wulsdorf (2008)

Der Verlauf der Niederweserbahn ist vor allem in Bremerhaven noch gut zu erkennen. Entlang der B 6 ist zwischen der IKEA-Niederlassung und der Tränkestraße ein Radweg auf der ehemaligen Trasse entstanden. Die kleine Brücke über die Rohr wurde erneuert, nutzt allerdings die Widerlager der alten Bahnbrücke. Direkt nördlich der Tränkestraße schließt der Kleinbahnweg an, der bis zur Poggenbruchstraße führt. Das letzte Teilstück weiter bis zum Bahnhof Wulsdorf, neben dem der ehemalige Kleinbahnhof lag, ist durch den Regio-S-Bahn-Betriebshof der NordWestBahn überbaut. Zwischen der Poggenbruchstraße und dem Betriebshof verläuft zudem die Straße Am Kleinbahnhof, die direkt auf diesen zulief.
Entlang der ehemaligen Trasse ist der Verlauf zudem anhand von Straßennamen nachzuverfolgen. Dies ist in Neuenkirchen (Am Bahndamm und Bahnweg), Wurthfleth (Bahnhof), Sandstedt (Am Bahndamm) und Büttel (Am Alten Bahnhof) der Fall. Zudem nutzen südlich von Bremerhaven einige Geh- bzw. Feldwegbrücken über die zahlreichen Fleete noch die alten Widerlager der Bahntrasse.